# Церковь Святой Марии (Дублин)
Церковь Святой Марии (англ. St Mary's Church; ирл. Leas-Ardeaglais Naomh Muire) — католический прокафедральный собор в Дублине, резиденция архиепископа Дублина. Также известна как Прокафедральный собор Святой Марии или просто Прокафедральный собор.

## О церкви
Церковь Святой Марии была заложена на месте Часовни Святой Марии на улице Лиффи в 1814 году. Архитектором был приглашен Джордж Папуорт.
Освящение церкви состоялось в понедельник 14 ноября 1825 года. Это была первая католическая церковь, построенная в Великобритании и Ирландии со времен протестантской реформации.

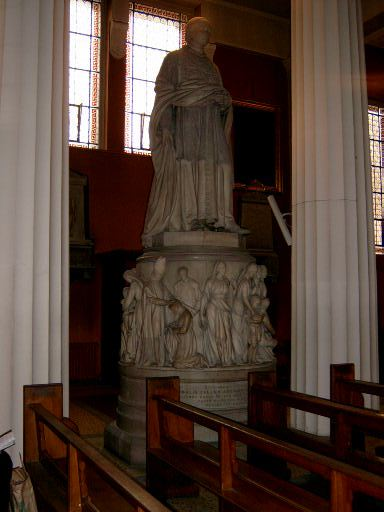
Памятник кардиналу Полу Каллену

В церкви установлены мраморные памятники двум первым архиепископам, служившим в ней: Дэниэлу Мюррею, при котором и была построена церковь, и Полу Каллену, ставшему первым ирландским кардиналом.

## Статус прокафедрального собора
При втором архиепископе Дублина, Лоуренсе О’Туле, была расширена Церковь Крайст-черч и освящена как Собор Святой Троицы. Во время Реформации в 1539 году собор был передан новообразованной англиканской Церкви Ирландии.
В начале XIX века для нужд католической общины было принято решение построить Кафедральную церковь Святой Марии, однако только Папа Римский может присвоить церкви статус собора. И никто из архиепископов со времен святого Лоуренса О’Тула не просил отменить решение о присвоении статуса собора Церкви Христа. Поэтому своим собором католики Дублина по-прежнему считают Собор Святой Троицы, а Церковь Святой Марии, хотя и исполняет все функции кафедрального собора со дня своего освящения, так и сохраняет статус прокафедрального собора.